# Die Vega von Granada
Die Vega von Granada ist der Bildtitel eines Gemäldes von Franz von Lenbach. Das Gemälde gehört zum Bestand der Sammlung Schack in München.

## Geschichte
Das Bild entstand im Frühjahr 1868, als Lenbach zusammen mit seinem Auftraggeber Adolf Friedrich von Schack und seinem Schüler Ernst von Liphart den Süden Spaniens bereiste und sie dabei auch nach Granada kamen. Es gehört zu seinen wenigen Landschaftsmalereien. Bei dieser Gelegenheit  schuf Lenbach auch die Gemälde Die Alhambra in Granada und Der Tocador de la Reina. Schack erwarb die drei Bilder vor 1874 von Lenbach für seine Sammlung.

## Beschreibung
Das Gemälde hat eine Höhe von 37 cm und eine Breite von 44,5 cm. Es ist mit Ölfarbe auf Eichenholz gemalt.
Es zeigt einen Ausblick von der Torre de las Infantas auf der Alhambra ungefähr nach Westen entlang der Nordmauer der Alhambra über das Tal des Darro in die Ebene der Vega de Granada. Über den Türmen der Alhambra erhebt sich der Höhenzug der Sierra Elvira.